# Макс Пейн (фільм)
«Макс Пейн» (англ. «Max Payne») — трилер режисера Джона Мура 2008 року. Екранізація відомої гри Max Payne.

## Сюжет
Співробітникові Управління по боротьбі з наркотиками нема на що скаржитися. У нього є все: відмінна робота, любляча дружина і маленька дитина. Словом, не життя, а американська мрія, яка одного разу обертається найстрашнішим кошмаром: якийсь психопат вбиває його сім'ю.
Відтепер у Макса тільки одна мета — помститися. Але помста ускладнюється тим, що його несправедливо звинувачують у вбивстві, і всі, кому не ліньки, починають на нього полювання — Поліцейське управління Нью-Йорка, кримінальний світ та міська влада. Тепер йому вже дійсно нічого втрачати і нічого побоюватися. При такій відчайдушній рішучості тільки Макс Пейн здатний пролити світло на всі таємниці, пов'язані із знищенням його сім'ї, і головне, отримати задоволення від помсти, якої він так жадає.

## У ролях
- Марк Волберг — Макс Пейн
- Міла Куніс — Мона Сакс
- Бо Бріджес — Б.Б Хенслі
- Ludacris — Джим Бравура
- Кріс О'Доннелл — Джейсон Колвін
- Неллі Фуртаду — Кріста Бодлер
- Донал Лоуг —  	Алекс Болдер
- Аморі Ноласко — Джек Люпіно
- Ольга Куриленко — Наташа Сакс

## Розбіжності від гри
- У фільмі Бравура став чорношкірим (його роль зіграв Ludacris)
- Валькірін став синього кольору.
- Валькірін приймають всередину, а не колють у вену.
- Сестру Мони Сакс звуть Наташа Сакс, а не Ліза, як у грі.
- У фільмі головним антагоністом є приятель Пейна Б. Б., начальник охорони Aesir Corporation, а не Ніколь Хорн, керівник Aesir Corporation.
- У фільмі дружина Макса Пейна Мішель була брюнеткою, у грі — блондинкою.
- У фільмі Макс носить повністю чорний костюм, шкіряної куртки та джинсів, в той час як у грі у нього сірі штани, біла футболка і жилетка під леопарда. Куртка на ігрову схожа, але приблизно.
- У грі Мону підстрелили в ліфті.
- У фільмі Б. Б. набагато старший, ніж у грі. Також він був другом батька Макса, на відміну від гри. І також він працює начальником охорони, а не агентом DEA.